# Dansk Handicap Idræts-Forbund
Der Dansk Handicap Idræts-Forbund (DHIF; deutsch Dänischer Behindertensportverband) ist einer von rund 60 Sportfachverbänden im dänischen Sportverband, Danmarks Idræts-Forbund, und hat seinen Sitz im Idrættens Hus (Haus des Sports) in Brøndby. Dem 1971 gegründeten Verband sind rund 400 Vereine angeschlossen, in denen 2011 rund 13.600 Mitglieder in 30 Sportarten aktiv waren. Schwimmen, Boccia, Hockey bzw. Floorball und Reiten gehören hierbei zu den beliebtesten Sportarten. Einen separaten Verband innerhalb des DHIF bildet der Gehörlosensportverband Dansk Døve-Idrætsforbund.
Finanziert wird der Behindertensport in Dänemark, der in den 1950er Jahren mit der Gründung der ersten Behindertensportvereine seinen Anfang nahm, unter anderem durch Erlöse aus Lotto- und Wetteinnahmen sowie Sponsoren. Der Hochleistungssport, zu dem seit 1968 auch die Teilnahme an den Paralympischen Spielen zählt, erhält zum Teil zusätzliche Mittel von der Elitesportorganisation Team Danmark. Zu den von der DHIF geförderten Sportarten, die von Spitzensportlern betrieben werden, zählen Goalball, Leichtathletik, Radsport, Reiten, Rollstuhlcurling, Rollstuhlrugby, Schwimmen, Segeln, Sportschießen, Tischtennis und der Wintersport.